# Goševo, Novi Pazar
Goševo (izvirno srbsko Гошево) je naselje v Srbiji, ki upravno spada pod Mesto Novi Pazar; slednja pa je del Raškega upravnega okraja.

## Demografija
V naselju živi 44 polnoletnih prebivalcev, pri čemer je njihova povprečna starost 45,8 let (44,2 pri moških in 47,9 pri ženskah). Naselje ima 17 gospodinjstev, pri čemer je povprečno število članov na gospodinjstvo 2,94.
To naselje je popolnoma srbsko (glede na rezultate popisa iz leta 2002).
|  |

| Demografija | Demografija     | Demografija     |
| Leto        | Št. prebivalcev | Št. prebivalcev |
| ----------- | --------------- | --------------- |
|             |                 |                 |
|             |                 |                 |
|             |                 |                 |
|             |                 |                 |
| 1948        | 112             |                 |
| 1953        | 124             |                 |
| 1961        | 155             |                 |
| 1971        | 166             |                 |
| 1981        | 125             |                 |
| 1991        | 97              | 86              |
| 2002        | 50              | 50              |
|             |                 |                 |

| Etnična sestava po popisu iz leta 2002 | Etnična sestava po popisu iz leta 2002 | Etnična sestava po popisu iz leta 2002 | Etnična sestava po popisu iz leta 2002 | Etnična sestava po popisu iz leta 2002 |
| -------------------------------------- | -------------------------------------- | -------------------------------------- | -------------------------------------- | -------------------------------------- |
| Srbi                                   | Srbi                                   |                                        | 50                                     | 100,0%                                 |
| Neznano                                | Neznano                                |                                        | 0                                      | 0,0%                                   |